# 두승산성
두승산성(斗升山城)은 대한민국 전북특별자치도 정읍시 고부면에 있는 산성이다. 1981년 4월 1일 전북특별자치도의 기념물 제54호로 지정되었다.

## 개요
전라북도 정읍시 고부면 해발 443m의 두승산 산봉우리를 에워 싼 산성으로, 성 안에 골짜기를 품고 있다. 승고산성 또는 영주산성이라고도 한다.
9개의 봉우리를 이룬 천연의 절벽을 이용하여 쌓은 성벽은 둘레가 500m가 넘으며, 성 안에는 서쪽과 남쪽의 두 골짜기가 있다. 현재 성의 거의 대부분이 무너져 내렸으나, 옛날 모습이 약간 남아있으며, 골짜기를 품고 있는 서쪽과 남쪽에는 문터가 남아 있다.
성이 지어진 연대에 대해서는 확실한 기록이 남아있지는 않지만 성 안에서 발견되는 유물들로 보아 삼국시대 백제가 쌓아서 계속 사용해왔던 것으로 추정된다.

## 현지 안내문
두승산 봉우리를 돌로 에워싼 이 산성은 승고산성 또는 영주산성이라고도 부른다. 승고산성은 두승산의 또 다른 이름인 승고산에서, 양주산성은 이곳의 구 지명인 영주에서 각각 유래한 것으로 보인다.
이 산성은 아홉개의 봉우리를 이룬 천연 절벽을 잉용하여 둘레가 5km 넘게 쌓았으며, 성문은 골짜기가 있는 서쪽과 남쪽에 있었다. 성의 축조 시기에 대해서는 삼한시대, 고려시대 등 다양한 견해가 있지만, 성안에서 발견된 토기 조각과 기와 조각으로 미루어 백제시대에 쌓은 산성으로 추정된다.
백제 후기 5방 성 가운데 하나인 중방 고시성의 터로 추정되기도 한다. 이 산성은 오랜 세월이 흐르는 동안 성벽이 거의 대부분 붕괴되고, 원형이 일부 남아 있다.

## 같이 보기
- 두승산

## 참고 자료
- 두승산성 - 국가유산청 국가유산포털